# Wilhelm Emil Messerschmitt
Wilhelm Emil Messerschmitt (Frankfurt, 26. lipnja 1898. – München, 15. rujna 1978.) njemački konstruktor zrakoplova

## Životopis
Već s 25 godina osnovao tvornicu zrakoplova. U suradnji s Walterom Rethelom 1934. konstruirao lovac Bf-109, najvažniji zrakoplov Njemačkog ratnog zrakoplovstva u razdoblju dok se Njemačka naoružavala za 2. svjetski rat. To je do danas ostao najproizvođeniji zrakoplov (oko 35 000 prizvedenih primjeraka). Model Me-209 (proizvedena su samo četiri primjerka) postavio je apsolutni brzinski rekord za zrakoplove s propelerom - 755 km/h (1939.). Tvrtka je napravila i prvi mlazni zrakoplov Me-262. Nakon 2. svj. rata tvrtki je bilo zabranjeno proizvoditi zrakoplove sve do 1958., kada se opet uključuje u proizvodnju zrakoplova i svemirske tehnike. Od 1948. Messerschmitt je boravio u Argentini, a u 1950-ima se vratio u Njemačku.